# DGV
DGV Metal Srl, meglio conosciuta come DGV è un'azienda italiana specializzata nella produzione di infissi, serramenti e soluzioni per l'edilizia ad alta qualità. Fondata nel 1999 dai fratelli D'Andrea, l'azienda ha la sua sede principale a Carinaro, in provincia di Caserta.

## Storia
L'attività nasce nel 1999, inizialmente concentrandosi sulla lavorazione di manufatti in ferro e alluminio per il mercato edilizio. Nel corso degli anni, l'azienda ha espanso le sue competenze e la sua produzione, includendo serramenti in PVC. Questo ha segnato un passaggio significativo dal mercato B2C (Business-to-Consumer) al mercato B2B (Business-to-Business) rivolto a rivenditori specializzati.
Nel 2015, DGV Metal ha inaugurato un nuovo stabilimento produttivo per il PVC. Questo processo di crescita ha portato l'azienda a far parte della Holding D'Andrea, un gruppo industriale che include anche il marchio "La Rinascita Design", specializzato in serramenti in alluminio, alluminio/legno e ferro.

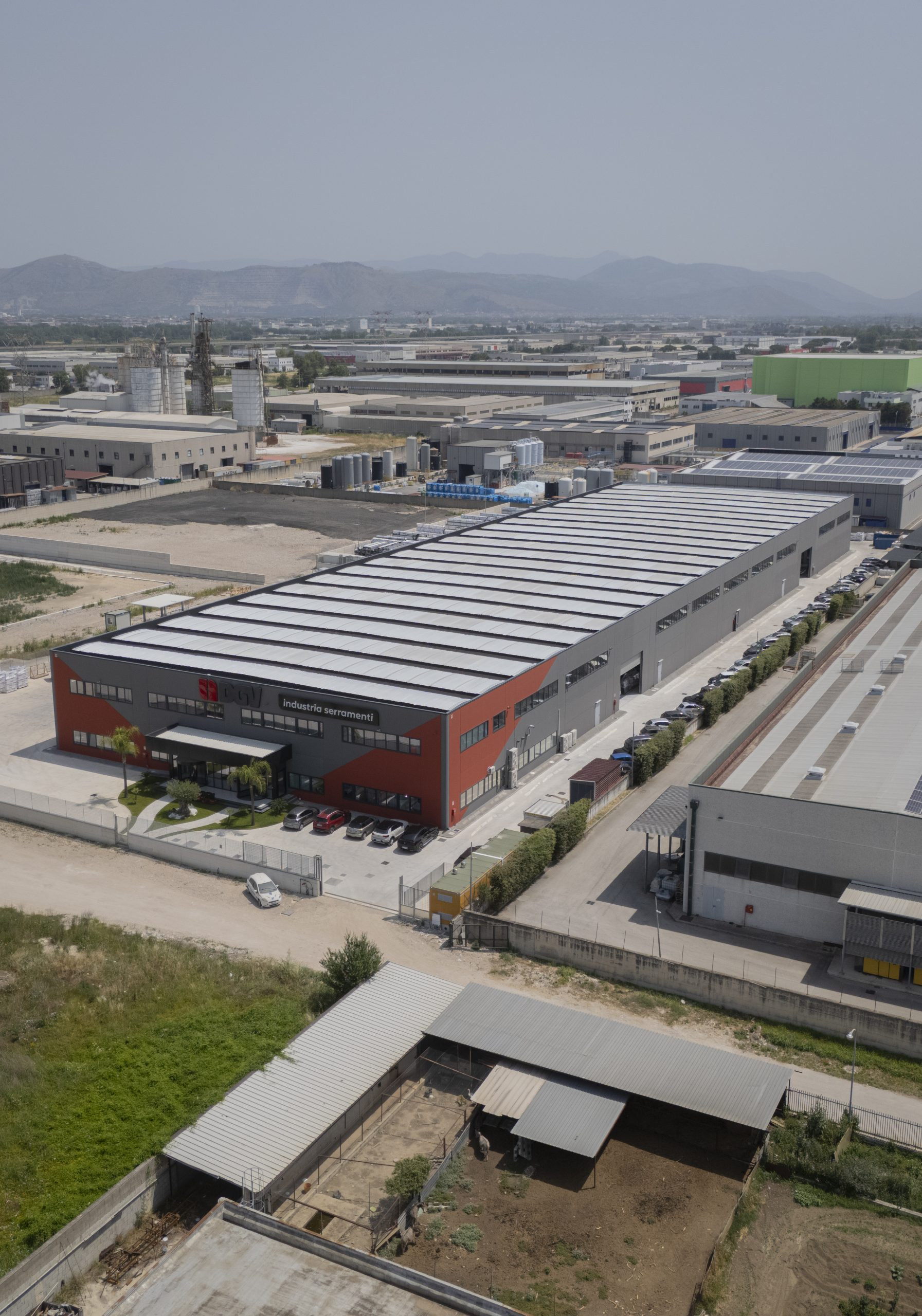
Nuovo Stabilimento a Marcianise (CE)

Un'ulteriore espansione è avvenuta nel 2024 con l'apertura di un secondo stabilimento produttivo di 24.000 mq, progettato per ottimizzare i processi produttivi e incrementare la capacità produttiva, che supera le 25.000 finestre all'anno. L'azienda ha inoltre ottenuto importanti certificazioni internazionali, tra cui ISO 9001 per la gestione della qualità, ISO 14001 per il sistema di gestione ambientale e ISO 45001 per la salute e sicurezza sul lavoro.

## Prodotti e settori di attività
DGV Metal srl produce e commercializza una vasta gamma di serramenti e infissi, focalizzandosi su serramenti in PVC, serramenti in alluminio, serramenti in ferro, porte blindate e inferriate.
L'azienda è attiva nel settore dell'edilizia residenziale e commerciale, partecipando a fiere di settore come MADE Expo a Milano e SAIE a Bari per promuovere i suoi prodotti e la sua rete di partner e distributori a livello nazionale e internazionale.

## Riconoscimenti
Nel 2023, DGV Metal è stata premiata dall'Associazione Nazionale Serramentisti (UNICEDIL) per il suo "eccellente e innovativo servizio di customer service". L'azienda aderisce inoltre al programma volontario di sviluppo sostenibile dell'industria europea del PVC, VinylPlus, dimostrando un impegno verso la sostenibilità ambientale.
Nel 2025, ha ricevuto il riconoscimento "La Storia Italiana" da parte dell'editore Alessandro Gian Maria Ferri, "con l'obiettivo di valorizzare lo straordinario lavoro che il tessuto impreditoriale Italiano ha realizzato e continua a realizzare ogni giorno".